# Komdiv

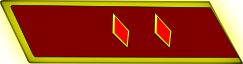
Insignia de Comandante de División. El fondo depende de la especialidad de la unidad.

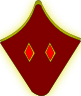
Insignia de Komdiv en la punta de la solapa del abrigo o chaqueta.

Komdiv (ruso: комдив), contracción de командир дивизии (comandante de división). Fue una graduación militar del Ejército Rojo entre los años 1935 y 1940, que en parte tiene la equivalencia de General de División en los ejércitos modernos.
Jerárquicamente está por debajo del Komkor y por encima del Kombrig.
En algunos casos se mantuvo la graduación hasta 1943, en las siguientes especialidades:
- Comisario Komdiv (дивизионный комиссар)
- Komdiv de Ingenieros (дивинженер)
- Komdiv de Intendencia (дивинтендант)
- Komdiv Médico (дивврач)
- Komdiv Veterinario (дивветрач)
- Komdiv Jurídico Militar (диввоенюрист)

## Distintivos
La insignia fue de dos rombos en el galón de la solapa, o dos rombos en la terminación de la solapa dependiendo de la uniformidad. El color del fondo variará según la unidad. Normalmente iba acompañada con el emblema de la unidad (blindados, artillería, etc).

## Enlaces
- https://web.archive.org/web/20070404071114/http://armor.kiev.ua/army/forma/rkka_35-40-g.shtml
- http://www.rkka.ru/uniform/files/a28.htm
- http://www.rkka.ru/uniform/files/nkvd10.htm

- Datos: Q2618052